# Gandía Shore
Gandía Shore est une téléréalité espagnole diffusée sur MTV. Il a été créé le 14 octobre 2012 et est l'adaptation espagnole de la série américaine Jersey Shore. Il suit le même format que la version américaine et la version britannique Geordie Shore.
L'émission se déroule principalement à Gandía et suit le quotidien de plusieurs colocataires.
Il a débuté le 14 octobre 2012 et a battu le record de tous les temps de MTV en Espagne, avec 948 000 téléspectateurs et une part de marché de 4,8%, chiffres qui dépassent le double des premières de Jersey Shore sur la chaîne espagnole.

## Concept
L'émission propose de suivre le quotidien de huit jeunes gens (quatre filles et quatre garçons) qui cohabitent dans une villa. Les candidats sont plutôt vantards et fêtards. Ils effectuent quotidiennement des tâches domestiques, comme la lessive et le repassage, mais s'adonnent aussi à certains loisirs comme le bronzage ou le shopping. La cohabitation n'est cependant pas toujours facile.

## Candidats
| Nom                        | Saison | Age    | Lieu de Naissance                                |
| -------------------------- | ------ | ------ | ------------------------------------------------ |
| José Labrador              | 1      | 25 ans | Sagonte, Communauté valencienne                  |
| Cristina Serrano "Core"    | 1      | 20 ans | Vic en Catalogne                                 |
| Abraham García             | 1      | 21 ans | Campo Real à Madrid                              |
| Cristina López "Gata"      | 1      | 20 ans | Valence (Espagne), Communauté valencienne        |
| Alberto Clavel "Clavelito" | 1      | 22 ans | San Antonio de Benagéber, Communauté valencienne |
| Ylenia Padilla             | 1      | 24 ans | Benidorm, Communauté valencienne                 |
| Esteban Martínez           | 1      | 24 ans | L'Eliana, Communauté valencienne                 |
| Arantxa Fernández          | 1      | 21 ans | Villarejo de Salvanés à Madrid                   |

## Diffusions internationales
| Pays/Région                              | Chaîne       | Première diffusion | Réf.  |
| ---------------------------------------- | ------------ | ------------------ | ----- |
| Amérique latine                          | MTV LA       | 17 mars 2014       |       |
| Allemagne / Autriche Suisse / Luxembourg | MTV Germany  | 3 février 2014     | [ 1 ] |
| France                                   | MTV France   |                    |       |
| Italie                                   | MTV Italia   | 2013               |       |
| Portugal                                 | MTV Portugal | 22 juillet 2014    | [ 2 ] |